# Rio di San Vidal
Rio di San Vidal è un breve corso d'acqua interno veneziano situato nel sestiere di San Marco e che confluisce nel Canal Grande.

## Origine del nome

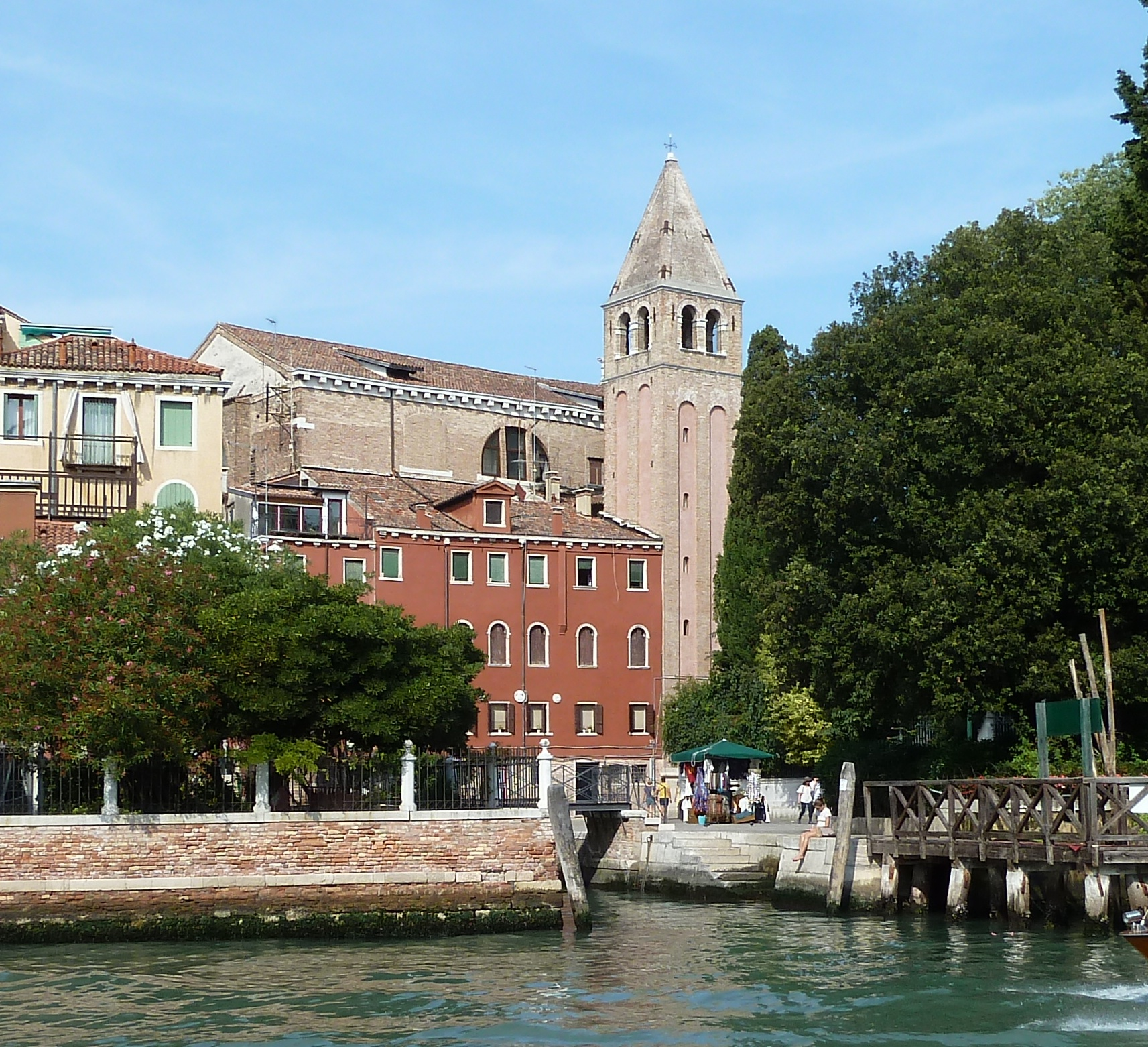
Chiesa di San Vidal

Il nome del rio viene dalla non lontana chiesa di San Vidal con l'omonimo campo, posto nel sestiere di San Marco.

## Descrizione
Il breve canale interno, col Rio del Duca, forma una piccola isola nella parte occidentale del sestiere di San Marco e viene superato da vari ponti:
- Ponte Giustinian
- Ponte Privato dell'Istituto Veneto
- Ponte Vitturi
- Ponte privato su Campo San Vidal.[4]

## Luoghi d'interesse
- Campo San Vidal
- Chiesa di San Vidal
- Palazzo Loredan
- Casa Minich[5]